# Französische Squashnationalmannschaft
Die französische Squashnationalmannschaft ist die Gesamtheit der Kader des französischen Squashverbandes Fédération française de Squash. In ihm finden sich französische Sportler wieder, die ihr Land sowohl in Einzel- als auch in Teamwettbewerben national und international im Squashsport repräsentieren.

## Historie

### Herren
Frankreich nahm erstmals 1981 bei einer Weltmeisterschaft teil. Mit drei Siegen und vier Niederlagen belegte sie bei ihrem Debüt den 17. Platz. Es war gleichzeitig das schlechteste Abschneiden Frankreichs bei einer Weltmeisterschaft. 1983 nahm die Mannschaft nicht teil, aber ab der darauffolgenden Endrunde 1985 war sie durchgängig als Teilnehmer dabei. 1999 kam sie zum ersten Mal über die Gruppenphase hinaus und erreichte das Viertelfinale. Ihr bestes Resultat gelang der Mannschaft 2003 mit dem Finaleinzug. Im Endspiel unterlagen Thierry Lincou, Grégory Gaultier, Renan Lavigne und Jean-Michel Arcucci gegen Australien mit 0:3. Bei den Turnieren 2005 und 2007 erreichte Frankreich den dritten Platz, ehe es 2009 zum zweiten Mal das Finale erreichte. Gegen Ägypten verloren Grégory Gaultier, Thierry Lincou, Renan Lavigne und Julien Balbo mit 1:2. Es folgten ein vierter Platz 2011 sowie Platz drei bei der ersten Weltmeisterschaft im eigenen Land 2013.
Seit 1975 nimmt Frankreich auch erfolgreich an Europameisterschaften teil, die jährlich seit 1973 ausgetragen werden. 1993 erreichte die Mannschaft erstmals das Halbfinale und schloss das Turnier auf Rang drei ab. Zwischen 2000 und 2014 erreichte Frankreich bis auf 2007 jedes Mal das Endspiel, in dem stets England siegreich blieb. Der erste Titelgewinn gelang 2015, sowie nochmals 2017 und 2018, jeweils gegen England.

## Letzter WM-Kader

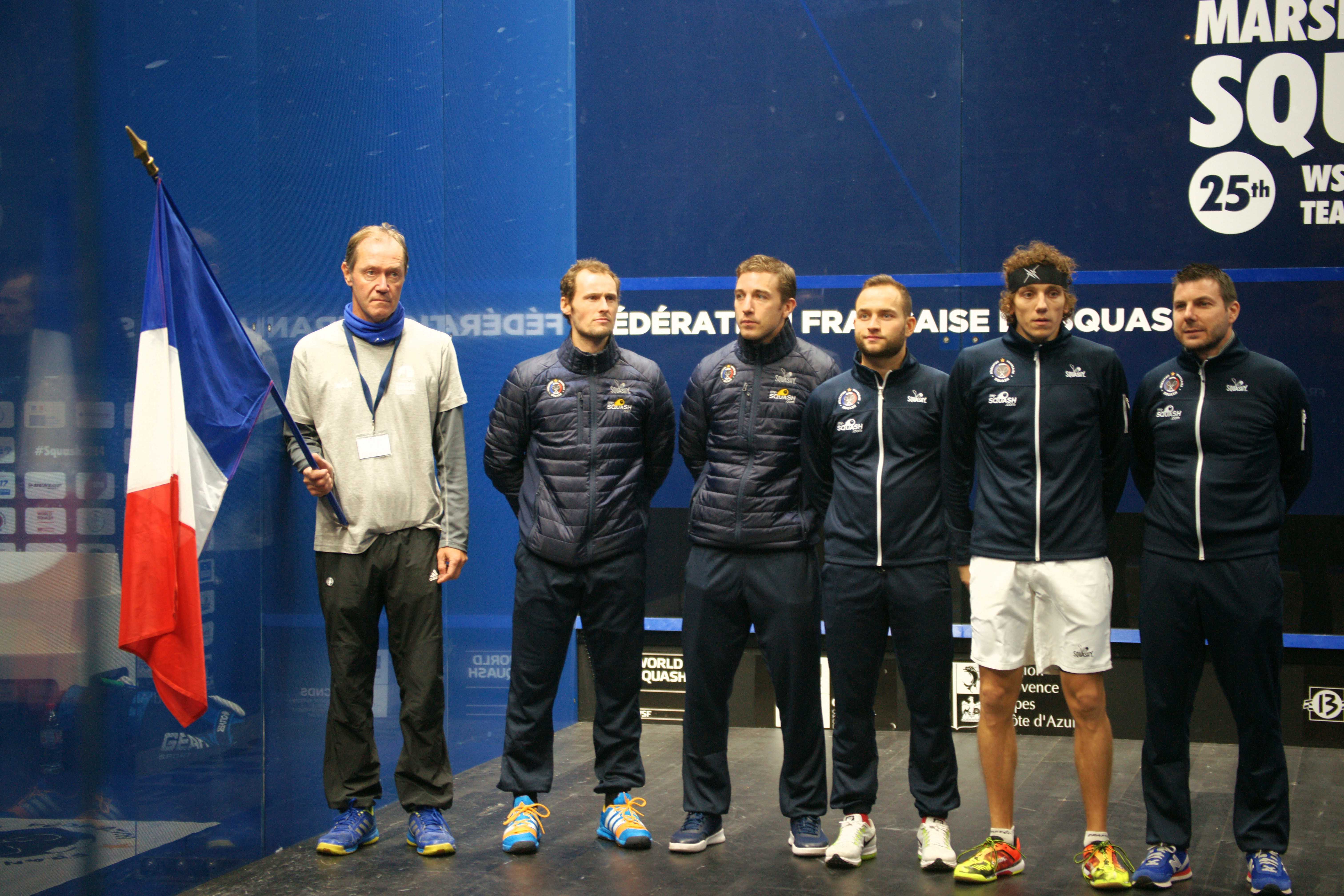
Kader 2017: Fahnenträger, Grégory Gaultier, Mathieu Castagnet, Grégoire Marche, Lucas Serme und Trainer Renan Lavigne (v. l. n. r.)

Bei der letzten Weltmeisterschaft 2023 bestand die französische Mannschaft aus den folgenden Spielern:
| Rang | Name             | Geburtsdatum     | WRL | Einsätze | Siege | Niederlagen |
| ---- | ---------------- | ---------------- | --- | -------- | ----- | ----------- |
| 1.   | Victor Crouin    | 16. Juni 1999    | 11  | 4        | 3     | 1           |
| 2.   | Baptiste Masotti | 5. Juni 1995     | 14  | 1        | 1     | −           |
| 3.   | Auguste Dussourd | 10. Februar 1996 | 26  | 3        | 3     | −           |
| 4.   | Grégoire Marche  | 3. März 1990     | 28  | 4        | 3     | 1           |

## Bilanz
| Herren |                    |                    |                  |                  |                  |
| Jahr   | Austragungsort     | Runde              | Platzierung      | Siege            | Niederlagen      |
| 1967   | Melbourne          | keine Teilnahme    | keine Teilnahme  | keine Teilnahme  | keine Teilnahme  |
| 1969   | Birmingham         | keine Teilnahme    | keine Teilnahme  | keine Teilnahme  | keine Teilnahme  |
| 1971   | Palmerston North   | keine Teilnahme    | keine Teilnahme  | keine Teilnahme  | keine Teilnahme  |
| 1973   | Johannesburg       | keine Teilnahme    | keine Teilnahme  | keine Teilnahme  | keine Teilnahme  |
| 1976   | Birmingham         | keine Teilnahme    | keine Teilnahme  | keine Teilnahme  | keine Teilnahme  |
| 1977   | Toronto            | keine Teilnahme    | keine Teilnahme  | keine Teilnahme  | keine Teilnahme  |
| 1979   | Brisbane           | keine Teilnahme    | keine Teilnahme  | keine Teilnahme  | keine Teilnahme  |
| 1981   | Stockholm          | Gruppenphase       | 17.              | 3                | 4                |
| 1983   | Auckland           | keine Teilnahme    | keine Teilnahme  | keine Teilnahme  | keine Teilnahme  |
| 1985   | Kairo              | Gruppenphase       | 14.              | 2                | 7                |
| 1987   | London             | Gruppenphase       | 12.              | 3                | 5                |
| 1989   | Singapur           | Gruppenphase       | 12.              | 1                | 7                |
| 1991   | Helsinki           | Gruppenphase       | 13.              | 3                | 2                |
| 1993   | Karatschi          | Gruppenphase       | 15.              | 2                | 4                |
| 1995   | Kairo              | Gruppenphase       | 11.              | 4                | 2                |
| 1997   | Petaling Jaya      | Gruppenphase       | 13.              | 3                | 3                |
| 1999   | Kairo              | Viertelfinale      | 7.               | 4                | 2                |
| 2001   | Melbourne          | Viertelfinale      | 5.               | 5                | 2                |
| 2003   | Wien               | Finale             | 2.               | 6                | 1                |
| 2005   | Islamabad          | Halbfinale         | 3.               | 4                | 1                |
| 2007   | Chennai            | Halbfinale         | 3.               | 6                | 1                |
| 2009   | Odense             | Finale             | 2.               | 5                | 1                |
| 2011   | Paderborn          | Halbfinale         | 4.               | 5                | 2                |
| 2013   | Mülhausen          | Halbfinale         | 3.               | 6                | 1                |
| 2015   | Kairo              | keine Austragung   | keine Austragung | keine Austragung | keine Austragung |
| 2017   | Marseille          | Viertelfinale      | 5.               | 5                | 1                |
| 2019   | Washington, D.C.   | Halbfinale         | 3.               | 4                | 1                |
| 2023   | Tauranga           | Halbfinale         | 3.               | 4                | 1                |
| Gesamt | 19 / 27 Teilnahmen | 19 / 27 Teilnahmen | 0 Titel          | 75               | 48               |